# برگشاد (سلماس)
بَرگُشاد، روستایی است از توابع بخش مرکزی شهرستان سلماس استان آذربایجان غربی ایران.

## جمعیت
این روستا در دهستان لکستان قرار داشته و بر اساس سرشماری سال ۱۳۸۵ جمعیت آن ۴۳۷نفر (۱۰۳ خانوار) 
بوده‌است.